# Cyathea sipapoensis
Cyathea sipapoensis là một loài thực vật có mạch trong họ Cyatheaceae. Loài này được (R.M. Tryon) Lellinger mô tả khoa học đầu tiên năm 1984.